# Деніс Суарес
Деніс Суарес (ісп. Denis Suárez, нар. 6 січня 1994, Сальседа-де-Каселас) — іспанський футболіст, атакувальний півзахисник іспанського «Вільярреала».

## Клубна кар'єра
Народився 6 січня 1994 року в місті Сальседа-де-Каселас. Вихованець академії клубу «Сельта».
2011 року 17-річний гравець став предметом інтересу з боку низки провідних європейських клубів, найвправнішим з яких виявився англійський «Манчестер Сіті», що сплатив за перехід юного іспанця 850 тисяч фунтів стерлінгів. Протягом наступних двох сезонів Суарес грав за молодіжну команду «містян», а також провів декілька кубкових ігор за головну команду клубу.
22 серпня 2013 року гравець повернувся на батьківщину, уклавши чотирирічний контракт з «Барселоною». Наступний сезон провів у другій команді клубу, «Барселона Б», за яку відіграв 36 матчів у Сегунді.
У липні 2014 року приєднався на умовах дворічної оренди до «Севільї», що стало частиною угоди про перехід Івана Ракитича у зворотньому напрямку, до «Барселони». В андалуському клубі дебютував в іграх Прімери, відразу ставши стабільним гравцем основного складу. 11 грудня 2014 року  став автором єдиного голу у грі групового етапу Ліги Європи 2014-15 проти хорватської «Рієки», чим забезпечив вихід своєї команди до вирішальної стадії турніру.

## Виступи за збірні
2010 року дебютував у складі юнацької збірної Іспанії, взяв участь у 18 іграх на юнацькому рівні, відзначившись 6 забитими голами.
З 2013 року залучається до лав молодіжної збірної Іспанії. На молодіжному рівні зіграв у 22 офіційних матчах, забив 2 голи.

## Статистика виступів

### Статистика клубних виступів
Станом на 10 травня 2015 року
| Сезон             | Команда           | Чемпіонат         | Чемпіонат | Чемпіонат | Національний кубок | Національний кубок | Національний кубок | Континентальні кубки | Континентальні кубки | Континентальні кубки | Інші змагання | Інші змагання | Інші змагання | Усього | Усього |
| Сезон             | Команда           | Ліга              | Ігор      | Голів     | Ліга               | Ігор               | Голів              | Ліга                 | Ігор                 | Голів                | Ліга          | Ігор          | Голів         | Ігор   | Голів  |
| ----------------- | ----------------- | ----------------- | --------- | --------- | ------------------ | ------------------ | ------------------ | -------------------- | -------------------- | -------------------- | ------------- | ------------- | ------------- | ------ | ------ |
| 2013–14           | «Барселона Б»     | СД                | 36        | 7         | -                  | -                  | -                  | -                    | -                    | -                    | -             | -             | -             | 36     | 7      |
| 2014–15           | «Севілья»         | ПД                | 29        | 2         | КІ                 | 5                  | 1                  | ЛЄ                   | 9                    | 3                    | СУ            | 1             | 0             | 44     | 6      |
| Усього за кар'єру | Усього за кар'єру | Усього за кар'єру | 65        | 9         |                    | 5                  | 1                  |                      | 9                    | 3                    |               | 1             | 0             | 80     | 13     |

## Титули і досягнення
- Переможець Ліги Європи (1):

«Севілья»: 2014–15
- Володар Кубка Іспанії (2):

«Барселона»: 2016-17, 2017-18
- Чемпіон Іспанії (1):

«Барселона»: 2017-18
- Володар Суперкубка Іспанії (1):

«Барселона»: 2018
- Чемпіон Європи (U-19): 2012